# Bistum Härnösand

Das Wappen des Bistums

Das Bistum Härnösand (schwedisch Härnösands stift) ist eine der dreizehn Diözesen innerhalb der evangelisch-lutherischen Schwedischen Kirche. Es wurde 1647 gegründet, als der nördliche Teil des Erzbistums Uppsala der Aufsicht eines eigenen Superintendenten unterstellt wurde. Seit 1772 tragen die geistlichen Leiter den Titel eines Bischofs. 1904 wurde wiederum der nördliche Teil abgetrennt, um das Bistum Luleå zu bilden.
Geografisch erstreckt sich das Bistum über die historischen Provinzen Jämtland, Härjedalen, Medelpad und Ångermanland. Es gliedert sich in 5 Kirchenkreise (kontrakt) und 98 Kirchengemeinden (församlingar); jeweils mehrere kleinere Gemeinden sind zu insgesamt 25 Pastoraten zusammengefasst (Stand 2024). Das Bistum hatte am 31. Dezember 2022 238.373 Mitglieder, was 63,4 % der Bevölkerung entspricht.
Bischofssitz ist die Stadt Härnösand mit dem Dom zu Härnösand als Bischofskirche. Von 2009 bis 2014 war Tuulikki Koivunen Bylund Bischöfin des Bistums, als erste Frau in diesem Amt und insgesamt vierte Bischöfin in der Schwedischen Kirche. Ihre Nachfolgerinnen waren Eva Nordung Byström (2014–2024) und Teresia Boström (seit 2024).